# Chlorophorus butleri
Chlorophorus butleri là một loài bọ cánh cứng trong họ Cerambycidae.